# Herbert Bodner

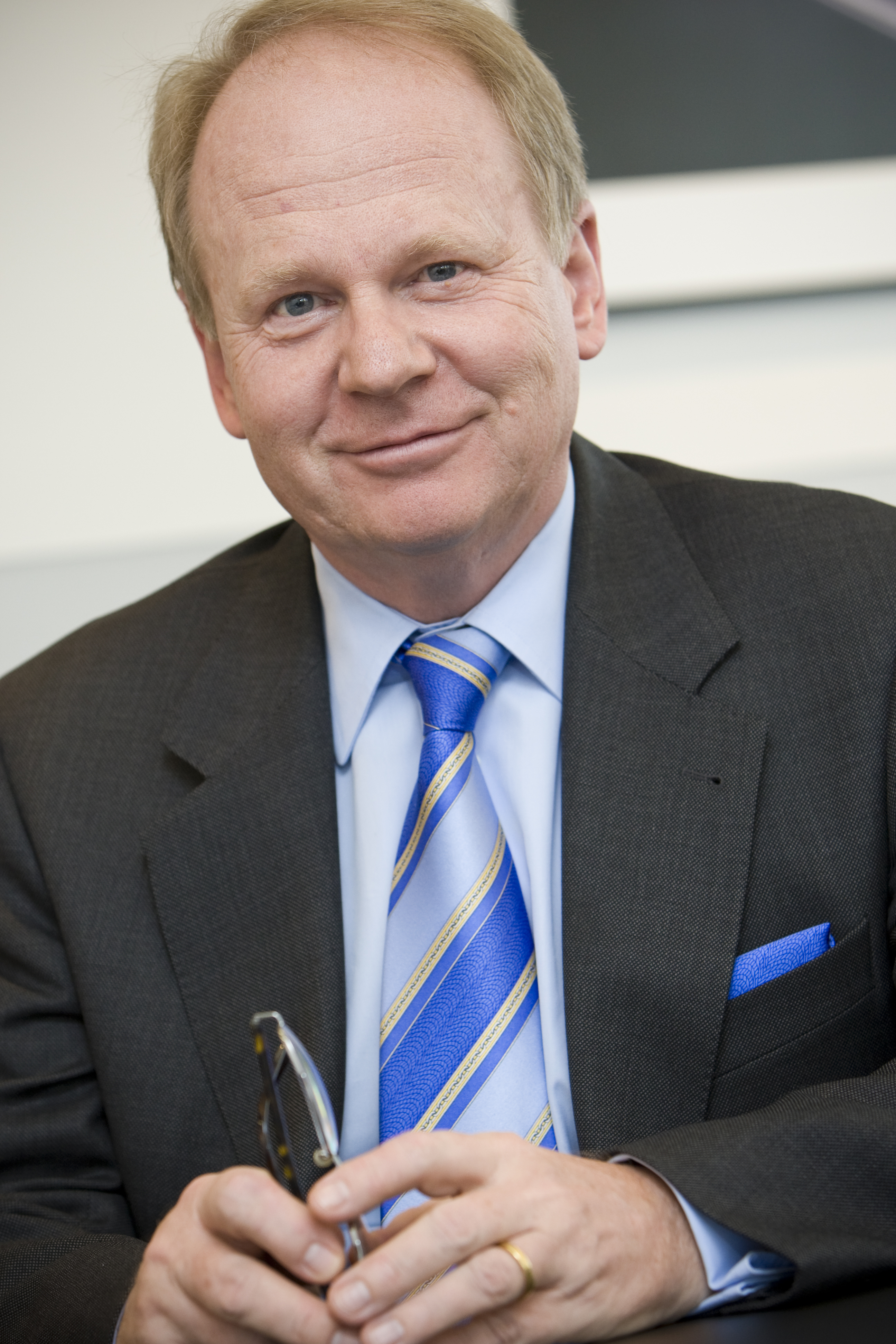
Herbert Bodner (2009)

Herbert Bodner (* 20. Februar 1948 in Graz) ist Bauingenieur und ehemaliger Vorstandsvorsitzender des Baukonzerns Bilfinger.

## Leben
Bodner studierte von 1966 bis 1971 Bauingenieurwesen in Stuttgart und war von 1971 bis 1990 bei Ed. Züblin AG in Stuttgart beschäftigt. Vom 1. Januar 2009 bis 9. Juni 2011 war Bodner Präsident des Hauptverbands der Deutschen Bauindustrie. Nachfolger wurde Thomas Bauer.
Im August 2010 unterzeichneten Bodner und etwa 40 andere Prominente den Energiepolitischen Appell für eine Laufzeitverlängerung deutscher Kernkraftwerke.

## Tätigkeit bei Bilfinger Berger
1991 trat er in den Bilfinger Berger-Konzern ein. Vorstandsvorsitzender wurde Herbert Bodner 1999. Außerdem war Herbert Bodner Chairman der Tochterfirmen A.W. Baulderstone Holdings Pty. Ltd., Sydney und Deputy Chairman der Bilfinger Berger Australia Pty. Ltd., Sydney. Sein Vertrag lief Mitte 2011 aus und wurde aus Altersgründen nicht verlängert. Nachfolger von Bodner wurde zum 1. Juli 2011 der frühere hessische Ministerpräsident Roland Koch. Nach dem Rückzug Kochs wegen Gewinnwarnungen am 8. August 2014 übernahm Bodner wieder bis Ende Mai 2015 das Ruder beim Konzern.